# 大塚金之助
大塚 金之助（おおつか きんのすけ、1892年5月15日 - 1977年5月9日）は、日本の経済学者。一橋大学名誉教授。
近代経済学から始め、ベルリン大学留学後、マルクス経済学者となり、治安維持法で検挙された。日本の降伏後復帰し、日本学士院会員、日本ドイツ民主共和国友好協会会長等を務めた。フンボルト大学名誉哲学博士。

## 経歴
出生から修学期
1892年、東京府神田で生まれた。旧制神戸第一中学校（現兵庫県立神戸高等学校）を経て、神戸高等商業学校（現・神戸大学）に進学。在学中は授業料免除特待生であり、坂西由蔵ゼミで学んだ。その後東京高等商業学校（現・一橋大学）専攻部に進み、坂西の師にあたる福田徳三ゼミで指導を受けた。1916年に卒業。
経済学研究者として(戦前)
1916年、東京高等商業学校講師嘱託に就いた。1917年に同教授昇格。1919年に渡米してコロンビア大学に入学し、統計的経済理論を学んだ。1920年にロンドン大学に入学し、シドニー・ウェッブ教授の社会思想史講義を受講。同年、ベルリン大学に入学し、初めオーストリア学派を、のち戦間期ドイツヴァイマル共和政の惨状を前にマルクス主義に傾倒し社会科学を専攻。当時はちょうど東京高商の大学昇格にあわせて拡充がなされていた時期で、多くの教員が留学に出ており、同僚の本間喜一、渡邉大輔、井藤半彌、金子鷹之助、増地庸治郎、吉田良三や、神戸高等商業学校から留学していた八木助市、坂本彌三郎、石田文次郎、田中金司、五百籏頭眞治郎、北村五良、平井泰太郎、名古屋高等商業学校の宮田喜代蔵、赤松要らと、日本料理店や日本人クラブで研究会を開いたり将棋をしたりするなどして交流した。ただ、加藤由作は大塚や井藤、本間らの将棋の誘いなどに応じず、一人で研究に没頭していたという。
1923年、関東大震災発生の報を聞いて帰国し、1924年に東京商科大学（現・一橋大学）助教授に就いた。1927年に同教授昇格。やがてマルクス経済学者として名を馳せるようになった。1927年、渋沢栄一の孫である尾高豊作や尾高朝雄の支援を得て設立された東京社会科学研究所の所長に就任。同研究所には杉本栄一や高島善哉が所員として参加した。
1931年からは『日本資本主義発達史講座』編集に参加。1932年冬、警察の追及を交すために潜伏。1933年1月10日、静岡県湯河原温泉の旅館で『日本経済思想史』を執筆していたところを警視庁特高課員により治安維持法違反の容疑で逮捕された。同じ時期に河上肇元京都帝国大学教授とともに検挙され、豊多摩刑務所に収監される。その後懲役2年執行猶予3年の刑が確定し大学を免官となる。さらに、公職につくことを禁じられ、終戦まで無職で過ごした。
太平洋戦争後
戦後、一橋大学教授に復帰。1947年には高瀬荘太郎に代わり東京商科大学経済研究所所長に就任し、1949年に中山伊知郎と代わるまで組織再編にあたった。岩波新書戦後第1号『解放思想史の人々』を執筆。
1950年、日本学士院会員に選出され、皇居にも招かれたが病気を理由に辞退した。同年経済学史学会創立発起人。
1956年に一橋大学を定年退官し、名誉教授となった。その後も一橋大学社会学部講師として教鞭を執った。1956年4月からは慶應義塾大学経済学部講師(1974年まで)。1957年からは明治学院大学経済学部教授。1966年フンボルト大学名誉哲学博士及びドイツ国立図書館名誉終身閲覧者。1973年、日本ドイツ民主共和国友好協会会長。

## 歌人として
アララギ派の歌人としても知られたが、マルクス主義傾倒後は大熊信行主宰短歌雑誌『香圓』に歌論「無産者短歌」を発表し社会主義的立場をとることを表明。1928年（昭和3年）に土岐善麿、矢代東村、大熊信行、五島美代子、渡辺順三らと新興歌人連盟を結成したが、すぐに浅野順一、伊澤信平、坪野哲久、渡辺、浦野敬らと、雑誌問題で脱退し、無産者歌人連盟を結成。戦時中から戦後に自由律に移行した。

## 門下
主な弟子には下記がいる。
- 高島善哉（一橋大学名誉教授）
- 水田洋（名古屋大名誉教授）
- 杉山忠平（元一橋大学教授）
- 末永隆甫（神戸商科大学元学長
- 北九州市立大学元学長）
- 都築忠七（一橋大学名誉教授）
- 富永祐治（大阪市立大学名誉教授）
- 良知力（元一橋大学教授）
- 津田内匠（一橋大学名誉教授）
- 越村信三郎（横浜国立大学元学長）
- 平館利雄（横浜国立大学教授）
- 川崎巳三郎（プロレタリア科学研究所常任中央委員）
- 小椋広勝（立命館大学教授）
- 栂井義雄（専修大学名誉教授）
- 縫田清二（横浜国立大学教授）

他にゼミ出身者として、江田三郎（元社会民主連合代表、元参議院議員）、安居喜造（元東レ会長、元経団連副会長）、永井大三（元朝日新聞社常務）、土肥東一郎（元監査法人中央会計事務所代表社員）など。

## 著作
著書
- 『世界経済恐慌と国際消費組合』鉄塔書院 1931
- 『世界資本主義発達史文献解題』(日本資本主義発達史講座 第4部) 岩波書店 1932

「日本資本主義発達史資料解説」
- 『資本蓄積と経済恐慌』(日本資本主義発達史講座 第2部) 渡辺謙吉共著 岩波書店 1932

「資本主義発達史」
- 『経済思想史(要領)』(日本資本主義発達史講座 第2部) 岩波書店 1933

「資本主義発達史」
- 『解放思想史の人々：国際ファシズムのもとでの追想一九三五-四〇年』岩波新書 1949
- 『岩波小辞典社会思想』編、岩波書店 1956
- 歌集『人民』新評論 1979
- 歌集『朝あけ』復刻版 大塚会 2006

著作集
- 『大塚金之助著作集』 (全10巻) 岩波書店 1980-1981

翻訳
- 『経済学原理』アルフレッド・マーシアル著、佐藤出版部 1919
- 『ゲーテ批判』ウイツトフオーゲル著、隆章閣 1933